# 耐容一日摂取量
耐容一日摂取量（たいよういちにちせっしゅりょう）とは、ヒトがある物質を生涯にわたって継続的に摂取した際に、健康に悪影響を及ぼすおそれがないと推定される1日当たりの摂取量のこと。TDI（Tolerable Daily Intake）と略される。1日および体重1kg当たりの化学物質の質量で表される。
動物実験等で求められた無有害作用量（NOAEL）を不確実係数積（UFs）で割ってヒトへの無毒性量に変換したものである。無毒性量のデータが存在しない場合には、代わりに最小毒性量（LOAEL）を用いて不確実係数積にその補正を織り込んで計算することも行なわれる。
耐容一日摂取量は、ダイオキシンや重金属、トリハロメタンといった、摂取することが本来意図されていない、大気や土壌、飲用水、食品などにコンタミネーションしている物質に対して用いることが多い。
同じ計算方法で求められる数値に一日摂取許容量(ADI)がある。